# 북부붓꼬리주머니쥐
북부붓꼬리주머니쥐(Trichosurus arnhemensis)는 쿠스쿠스과에 속하는 유대류의 일종이다. 야행성 동물로 오스트레일리아 북부 지역에 서식한다. 근연종은 주머니여우속에 속하는 나머지 4종으로 짧은귀주머니쥐와 산붓꼬리주머니쥐, 구릿빛붓꼬리주머니쥐, 주머니여우이다.

## 특징
털은 회색을 띠며, 복부 쪽은 희고 피부는 핑크빛이다. 몸길이는 꼬리 길이를 제외하고 최대 55cm이고 작은 고양이 정도의 크기이다. 근연종들의 통용명에 자신들의 특징이 나타나 있는 반면에, 북부붓꼬리주머니쥐는 붓꼬리를 갖고 있지 않다.

## 사진

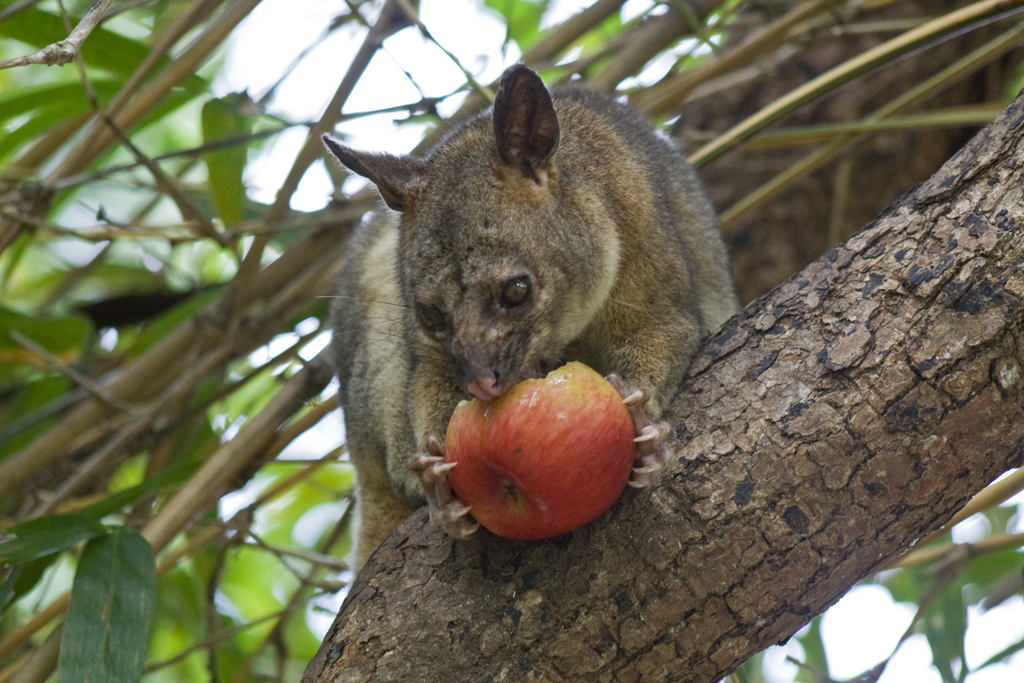
사과를 먹는 북부붓꼬리주머니쥐 수컷
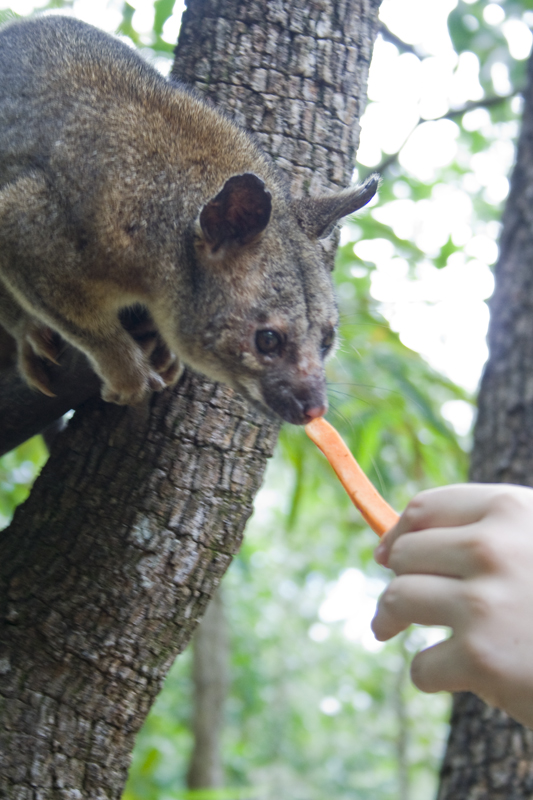
당근을 받아 먹는 북부붓꼬리주머니쥐 수컷